# Pili-pili
Pour les articles homonymes, voir Pili.
Pour le magazine, voir PiliPili.

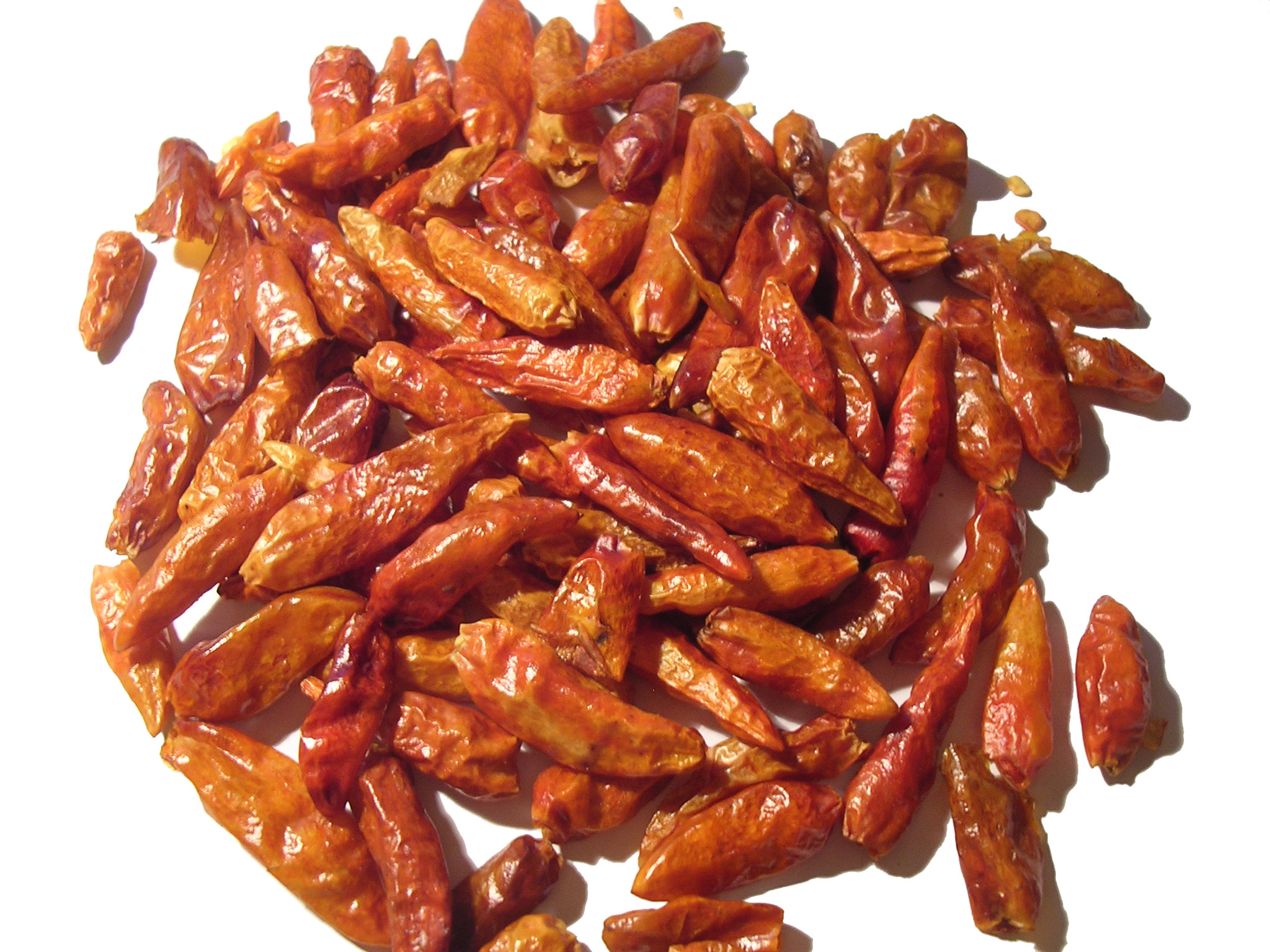
Pili-pili

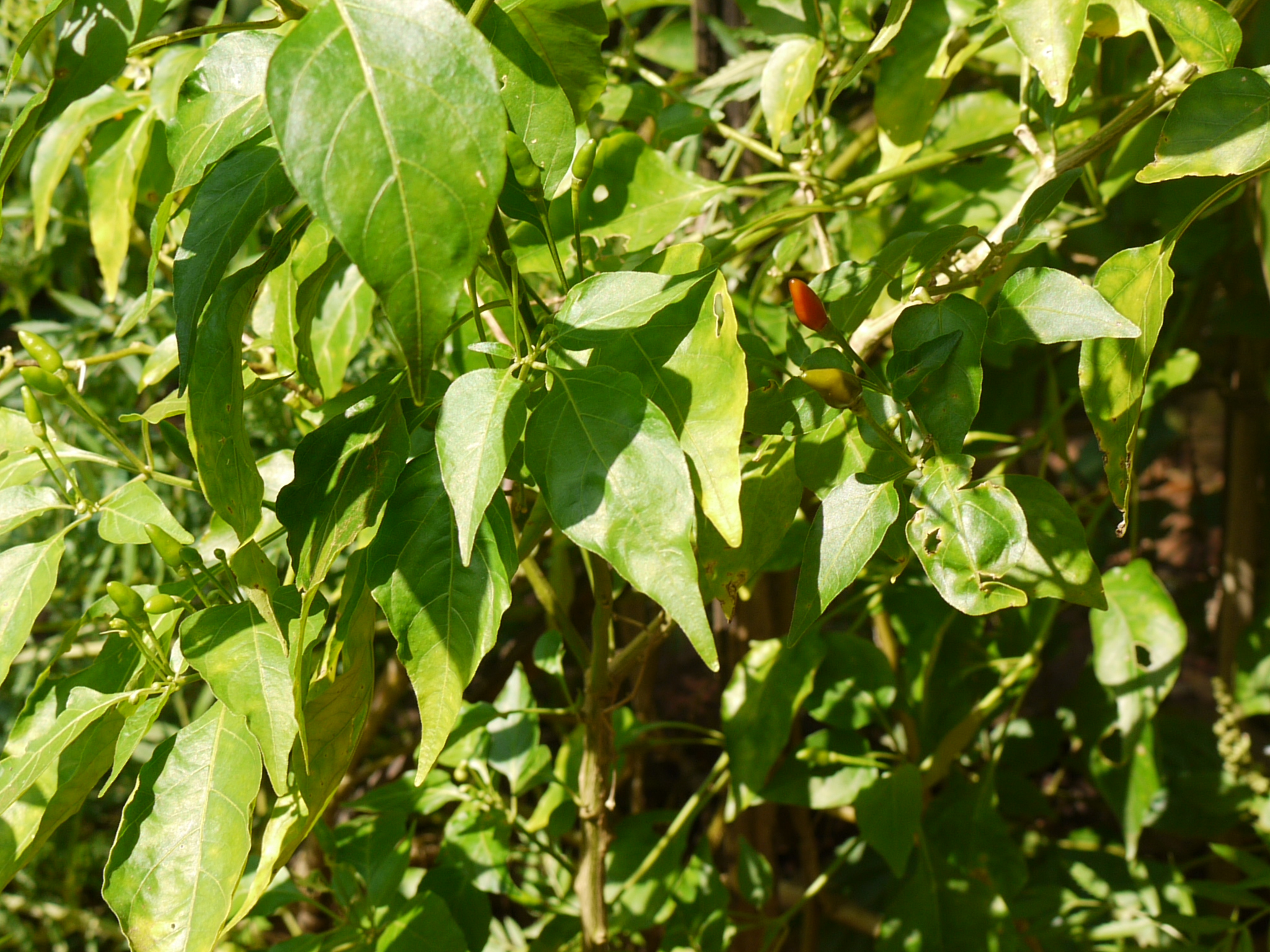
Plant de pili-pili

Le pili-pili est une variété (cultivar) de piment rouge africain, antillais et américain, de petite taille et fort piquant de l'espèce Capsicum frutescens. Il est également appelé :
- piri-piri, ou peri-peri (peut parfois désigner d'autres cultivars/variétés) ;
- langue d'oiseau, (attention : peut aussi désigner le cultivar « Piment oiseau ») ;
- jindungo ;
- maguita-tuá-tuá ;
- ndongo ;
- nedungo.

Ce piment est très utilisé en république démocratique du Congo, au Portugal, au Brésil et en Angola comme piri-piri. Le terme pili-pili désigne le piment fort dans les langues bantoues, notamment en lingala au Congo-Kinshasa et beaucoup d'autres langues subsahariennes. Alors écrit sans trait d'union, le pilipili est un ingrédient des cuisines tanzanienne, kényane , réunionnais, mauricien et malgache - où il est appelé également pily kely (« petit pili »). Il est également utilisé dans les sauces originaires du Mali et pour faire l'huile pimentée pour pizza en particulier à base d'huiles de kayes.
Le pili-pili est à l'échelon 6/10 de l'échelle de Scoville.
Dans son ouvrage intitulé Promenade à travers l'Amérique-du-Sud (1868), Alexis de Gabriac écrit : « Nous vîmes un [Indien] qui s'était suspendu au cou, un petit objet gris de la grosseur d'un caillou, et qui sous aucun prétexte ne pouvait passer pour un bijou, même chez les sauvages. Lui ayant fait demander quelques renseignements à ce sujet, il répondit que c'était du péri-péri, et qu'une femme le lui avait donné comme gage de son affection. Les Indiens se figurent que cette substance est un talisman qui rend l'amour éternel ; aussi, lorsqu'une femme aime passionnément un homme, elle lui donne un morceau de péri-péri dont il ne doit plus jamais se séparer. À cette condition, les deux amants ne cessent jamais de s'aimer. C'est à la fois un souvenir, un contrat, et peut-être un aphrodisiaque ».